# Taurize
Taurize är en kommun i departementet Aude i regionen Occitanien  i södra Frankrike. Kommunen ligger  i kantonen Lagrasse som ligger i arrondissementet Carcassonne. År 2022 hade Taurize 106 invånare.

## Befolkningsutveckling
Antalet invånare i kommunen Taurize
Referens: INSEE